# 잭 에번스

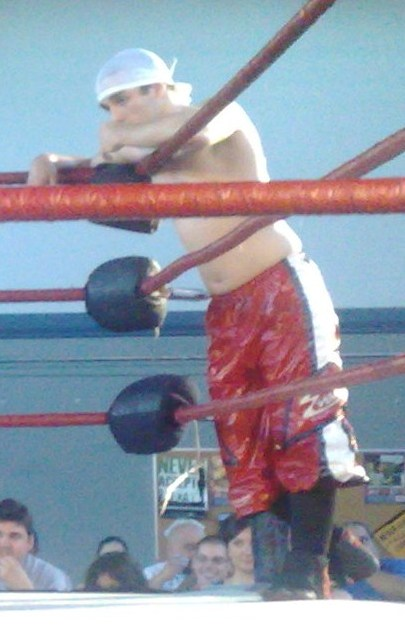
잭 에번스

잭 에번스(Jack Evans, 1982년 4월 2일 ~ )는 미국의 프로레슬링선수이다. 키는 177cm 몸무게는 89kg이다.